# Giovanni Domenico Straticò
Giovanni Domenico Straticò (in croato: Ivan Dominik Stratiko; Zara, 19 marzo 1732 – Lesina, 24 novembre 1799) è stato un vescovo cattolico, teologo e letterato italiano.
Fu noto anche con gli pseudonimi di Tessalo Cefallenio e di Esaltato.

## Biografia

### Infanzia ed adolescenza
Nacque a Zara, ultimo di quattro fratelli, tra cui Simone e Michele, l'uno famoso ingegnere, l'altro musicista figli di Giambattista Straticò e di Maria Castelli, famiglia originaria di Creta.
Da piccolo poiché affetto da una forma di cataratta, fu votato a San Domenico, ed affidato ai frati predicatori, dove frequentò l'archiginnasio. Sin da subito si fece notare per le sue doti letterarie e per il precoce ingegno, lo zio matero Giovanni Antonio Castelli, vescovo di Cattaro, lo portò a Roma, per continuare gli studi presso il collegio della Minerva, dove si impegnò nello studio delle lingue orientali, nonché greco antico e latino.
A  ventiquattro anni venne nominato lettore di filosofia presso la stessa basilica.

### Esperienza letteraria e insegnamento
Ordinato presbitero domenicano, si trasferì a Firenze dove gli fu affidata la cattedra di teologia presso Santa Maria Novella. Qui divenne socio dell’Accademia dei Georgofili e si dedicò alla traduzione di alcuni testi greci affidatigli dal bibliotecario Angelo Maria Bandini. Si dedicò alla composizione di orazioni e testi poetici, confrontandosi con i letterati locali e circondandosi di una cerchia di poetesse emergenti, tra cui Fortunata Sulgher, definita sua allieva prediletta. Fu membro dell'Accademia dei Fisiocratici e dell'Accademia dei Rozzi, con il nome di Esaltato. Inoltre dovette scontrarsi con l'élite ecclesiastica per le sue idee illuministiche, quasi progressiste; Nonostante fosse convinto antigesuita, nel 1776 compose un'orazione funebre dedicata a padre Lorenzo Ricci, preposito generale dei gesuiti deceduto nel 1775.
Dal 1769 fu docente di Sacra Scrittura e letteratura greca sia presso l'Università di Pisa, dove si trasferì, e presso l'Università di Siena. Fu amico di Giacomo Casanova, che nella Storia della mia vita ne loderà l’intelligenza e la dottrina, per poi descrivere con entusiasmo gli otto giorni trascorsi con lui nella casa di Pisa.

### Ministero episcopale
Papa Pio VI lo nominò vescovo di Cittanova, nel 1776 e, più tardi, assistente al soglio pontificio. Fu consacrato il 21 luglio dal cardinale Carlo Rezzonico, assistito dall'arcivescovo Giuseppe Maria Contesini e dall'arcivescovo Francesco Maria Piccolomini. Il ruolo guadagnato gli fece cambiare i propri comportamenti, proponendo un ministero episcopale indirizzato ad un’azione di riforma morale, di costumi e di economia, impegnandosi in opere di beneficenza e di promozione delle riforme agricole. S'impegnò per rivendicare le origini cristiane della città di Cittanova. 
Il papa, soddisfatto del suo operato, lo trasferì presso la più prestigiosa diocesi di Lesina nel 1784. Anche in Istria e Dalmazia si tenne attivo in ambito letterario favorendo la creazione di salotti poetici. Furono molti i viaggi in Toscana, dove conobbe Vittorio Alfieri e per incontrare le amiche poetesse. 
Il 7 maggio 1797, giorno del patrono San Marco, volle celebrare una processione e una messa votiva per la sopravvivenza della Repubblica, in chiave antinapoleanica, accompagnandole con una delle sue ultime omelie: l’auspicio della resistenza alla conquista francese però non si avverò. Morì a Lesina, il 24 novembre 1799.

## Genealogia episcopale
La genealogia episcopale è:
- Cardinale Scipione Rebiba
- Cardinale Giulio Antonio Santori
- Cardinale Girolamo Bernerio, O.P.
- Arcivescovo Galeazzo Sanvitale
- Cardinale Ludovico Ludovisi
- Cardinale Luigi Caetani
- Cardinale Ulderico Carpegna
- Cardinale Paluzzo Paluzzi Altieri degli Albertoni
- Papa Benedetto XIII
- Papa Benedetto XIV
- Papa Clemente XIII
- Cardinale Giovanni Francesco Albani
- Cardinale Carlo Rezzonico
- Vescovo Giovanni Domenico Straticò, O.P.

## Opere
Elenco parziale delle opere:
- Vita di San Guglielmo Magno duca d’Aquitania (Siena, 1770)
- Ode olimpionica o La Romeide (Siena, 1775)
- (LA) Synodus Diœcesana Æmoniensis, (Padova, 1781).
- Opuscoli economico-agrari (Venezia, 1790)
- Applauso poetico a Dorino (1789)[2]

### Traduzioni
- Della morte d'Abele, canti cinque di Salomon Gessner (Siena, 1775)
- Dodici pezzi poetici sopra i costumi de’ Morlacchi (Les Morlaques di Giustiniana Wynne) (1788)
- Dei Sepolcri di James Hervey[3] (Zara, 1794)